# Estádio Nuevo Monumental
O Estádio Nuevo Monumental, conhecido popularmente como Monumental do Bairro Alberdi, é um estádio multiuso localizado em Alberdi, bairro da cidade de Rafaela, na província de Santa Fé, Argentina. A praça esportiva, usada principalmente para o futebol, pertence ao Atlético de Rafaela, e tem capacidade para cerca de 16.000 espectadores.
Foi inaugurado em 12 de outubro de 1954 e reinaugurado em 2003 por contas das importantes reformas para o clube poder disputar a Primera División do Campeonato Argentino de Futebol.

## Informações gerais
| Nome oficial     | Nuevo Monumental                      |
| Apelido          | —                                     |
| Nomes anteriores | El Monumental                         |
| Endereço         | Rua Urquiza e Primera Junta – Alberdi |
| Localidade       | Rafaela                               |
| Departamento     | Castellanos                           |
| Província        | Santa Fé                              |
| Inauguração      | 12 de outubro de 1954                 |
| Capacidade       | 16 000                                |
| Proprietário     | Atlético de Rafaela                   |

O estádio Nuevo Monumental está localizado no quarteirão formado pelas ruas Urquiza, Dentesano, Victor Manuel e Primera Junta, na cidade de Rafaela, em Santa Fé. Em 2003, o estádio do Atlético Rafaela foi reaberto após uma grande reforma, devido à participação do time na Primera División do Campeonato Argentino. O primeiro jogo disputado no novo estádio foi contra o River Plate. Desde 2003, após uma remodelação, o estádio passou a se chamar "Nuevo Monumental", em referência ao seu nome anterior, "El Monumental".